# Coeur Océan
Coéur Ocean (no Brasil, Um Verão Qualquer) é um seriado francês criado em 2006 por Scarlett Production. Com roteiro de Charli Béleteau, Thierry Boscheron, Fabrice Gobert, Bruno Bontzokalis e Alexis Charrier.[carece de fontes?]

## História
A série conta a história de um grupo de jovens que resolvem passar suas férias numa Ilha muito animada, onde praia, sol, diversão e muita pegação rolam a toda hora.
Quem protagoniza a série é a atriz francesa  Caroline Guerin que vive a politicamente correta Dafne. Uma menina que acaba se envolvendo com um garoto chamado Pierre(Raphael Goldman) que conhece na ilha e entre idas e vindas acabam se separando. Dafne então começa um relacionamento com o irmão de Pierre, o mal resolvido Antônio, que chega na Ilha cheio de mistérios.
Desde a infância, um grupo de jovens passa suas férias de verão na ilha de Ré. Entre risos, ciclismo, natação e banhos de sol, há sempre tempo para as meninas! E isso cai muito bem porque Daphne e sua prima Cynthia também estão de férias e têm um coração para se apaixonar. Entre dúvidas, felicidade e mágoas, esses jovens vivem as aventuras da adolescência sob o sol no coração do mar. 

## Elenco
| Ator / Atriz      | Personagem | Temporadas | Temporadas | Temporadas | Temporadas | Temporadas |
| Ator / Atriz      | Personagem | 1          | 2          | 3          | 4          | 5          |
| ----------------- | ---------- | ---------- | ---------- | ---------- | ---------- | ---------- |
| Caroline Guérin   | Daphné     |            |            |            |            |            |
| Raphaël Goldman   | Pierre     |            |            |            |            |            |
| Charlotte Désert  | Léna       |            |            |            |            |            |
| Mickaël Trodoux   | Mattéo     |            |            |            |            |            |
| Cyrielle Voguet   | Cynthia    |            |            |            |            |            |
| Shafik Ahmad      | Alex       |            |            |            |            |            |
| Émilie Granier    | Victoria   |            |            |            |            |            |
| Hortense Gélinet  | Eléonore   |            |            |            |            |            |
| Kevin Chamotte    | Alexis     |            |            |            |            |            |
| Jean-Luc Joseph   | Raphaël    |            |            |            |            |            |
| Simon Ehrlacher   | Melvil     |            |            |            |            |            |
| Nassim Boutelis   | Toni       |            |            |            |            |            |
| Leslie Lavandier  | Chris      |            |            |            |            |            |
| Myriam Bella      | Soraya     |            |            |            |            |            |
| Jeanne Favre      | Manon      |            |            |            |            |            |
| Frederic Eng-Li   | Gabriel    |            |            |            |            |            |
| Olivier Chantreau | Max        |            |            |            |            |            |
| Mathilde Roehrich | Lisa       |            |            |            |            |            |
| Guillaume Dolmans | Julien     |            |            |            |            |            |
| Thaïs Kirby       | Ginger     |            |            |            |            |            |
| Julien Bravo      | Victor     |            |            |            |            |            |
| Joyce Franrenet   | Coralie    |            |            |            |            |            |
| Murielle Hilaire  | Tara       |            |            |            |            |            |
| Benoît Michel     | Tim        |            |            |            |            |            |
| Charlie Joirkin   | Juliette   |            |            |            |            |            |
| Baldo Gueye       | Ben        |            |            |            |            |            |
| Julien Floreancig | Florian    |            |            |            |            |            |
| Laurent Delay     | Malo       |            |            |            |            |            |

## Dublagem
| Personagem | Ator              | Voz no Brasil         |
| ---------- | ----------------- | --------------------- |
| Dafne      | Caroline Guerin   | Danielle Ribeiro      |
| Pierre     | Raphael Goldman   | Fabrício Vila Verde   |
| Lena       | Charlotte Desert  | Adriana Torres        |
| Matteo     | Mickael Trodoux   | Francisco Quintiliano |
| Cynthia    | Cyrielle Voguet   | Flávia Fontenelle     |
| Alex       | Shafik Ahmad      | Gustavo Pereira       |
| Victoria   | Emilie Granier    | Mariana Torres        |
| Etienne    | Matthieu Tribes   | Duda Ribeiro          |
| Laurence   | Veronique Varleta | Aline Ghezzi          |
| Robin      | Alexis Roque      | Ricardo Schnetzer     |